# 진교면
진교면(辰橋面)은 대한민국 경상남도 하동군의 면이다. 진교면은 하동군의 동남부에 위치하며, 남해안고속도로를 끼고 있어 사천시, 진주시 등 서부 경남의 주요 도시를 연결하는 교통요충지이다.

## 연혁
- 1918년 서면(西面)이라 칭하다가 진교면으로 개칭
- 1933년 금양면(현 금남면)의 안심, 고룡, 양포 3개리 편입
- 1963년 9개리 30개 마을로 개편
- 1989년 금남면 술상리 편입
- 1995년 안심리 신안마을 분동  – 10개리 33개 마을

## 행정 구역
- 진교리(辰橋里)
- 백련리(白蓮里)
- 안심리(安心里)
- 고룡리(古龍里)
- 양포리(良浦里)
- 관곡리(冠谷里)
- 월운리(月雲里)
- 송원리(松院里)
- 고이리(古梨里)
- 술상리(述上里)

## 교육
- 진교초등학교 (진교리)
- 양포초등학교 (폐교) - 들포길 233-11 (양포리)
- 진교중학교 (진교리)
- 진교고등학교 (진교리)

## 볼거리
- 백련리 도요지 (경남기념물 제24호)

영화 취화선의 촬영지로 조선시대 16C, 17C전반 무렵에 걸쳐 분장, 분청, 백자, 상감백자, 철화청자 등을 굽던 가마가 있다.
- 진교리 삼층석탑
- 금오산 (해발 849m)